# Columbia (rijeka)
Columbia je najveća rijeka regije Pacifički sjeverozapad u Sjevernoj Americi. Rijeka Columbia je duga 2000 km, izvire u Stjenjaku u kanadskoj saveznoj državi Britanska Kolumbija iz jezera Columbia na nadmorskoj visini od 820m, teče prvotno prema sjeverozapadu, pa skreće na jug, te ulazi u SAD u saveznu državu Washington, zatim u Oregon gdje se i ulijeva u Tihi ocean.
Na rijeci Columbiji izgrađene su četrnaest hidorelektrana, navjeća pritoka je rijeka Snake a ostale pritoke su:
- lijeve pritoke: Spillimacheen, Beaver, Illecillewaet, Incomappleux, Kootenay, Pend Oreille, Spokane River, Deschutes, Willamette
- desne pritoke: Kicking Horse, Blaeberry, Canoe, Kettle, Sanpoil, Okanogan, Yakima, Lewis, Kalama, Cowlitz.

## Riblje vrste u Columbiji
- a) domaće vrste:
  - Porodica Petromyzontidae
    - Lampetra tridentata, izvorni domaći naziv: Pacific lamprey
    - Lampetra richardsoni, izvorni domaći naziv: Western brook lamprey

  - Porodica Acipenseridae
    - Acipenser transmontanus, izvorni domaći naziv: White sturgeon

  - Porodica Salmonidae:
    - Prosopium williamsoni, izvorni domaći naziv: Mountain whitefish
    - Salvelinus confluentus), izvorni domaći naziv: Bull trout
    - Onchorhynchus clarki), izvorni domaći naziv: Cutthroat trout
    - Onchorhynchus mykiss, izvorni domaći naziv: Rainbow trout, Steelhead
    - Onchorhynchus tshawytscha, izvorni domaći naziv: Chinook salmon
    - Onchorhynchus kisutch, izvorni domaći naziv: Coho salmon
    - Onchorhynchus nerka, izvorni domaći naziv: Sockeye salmon

  - Porodica Cyprinidae (šarani):
    - Acrocheilus alutaceus, izvorni domaći naziv: Chiselmouth
    - Ptychocheillus oregonensis, izvorni domaći naziv: Northern pikeminnow
    - Richardsonius balteatus, izvorni domaći naziv:  Redside shiner
    - Mylocheilus caurinus, izvorni domaći naziv:  Peamouth
    - Rhinichthys cataractae, izvorni domaći naziv:  Longnose dase
    - Rhinichthys osculus, izvorni domaći naziv:  Speckled dace
    - Rhinichthys falcatus (Leopard dace), Rhinichthys umatilla (Umatilla dace), Gila bicolor (tui chub) i Oregonichthus crameri (Oregon chub) žive u ograničenom ili nepoznatom rasponu u bazenu Columbije

  - Porodica Catostomidae:
    - Catostomus macrocheilus, izvorni domaći naziv:  Largemouth sucker
    - Catostomus columbianus, izvorni domaći naziv:  Bridgelip sucker
    - Catostomus catostomus, izvorni domaći naziv:  Longnose sucker
    - Catostomus platyrhynchus, izvorni domaći naziv:  Mountain sucker

  - Porodica Gadidae:
    - Lota lota, izvorni domaći naziv: Eelpout

  - Porodica Gasterosteidae
    - Gasterosteus aculeatus, izvorni domaći naziv: Three-spine stickleback

  - Porodica Percopsidae
    - Percopsis transmontana, izvorni domaći naziv: Sand roller

  - Porodica Cottidae (peševi)
    - Cottus asper, izvorni domaći naziv:  Prickly sculpin
    - Cottus rhotheus, izvorni domaći naziv:  Torrent sculpin
    - Cottus beldingi, izvorni domaći naziv:  Paiute sculpin
    - Cottus marginatus, izvorni domaći naziv:  Margined sculpin
    - Cottus bairdi, izvorni domaći naziv: Mottled sculpin
    - Cottus perplexus (Reticulate sculpin), Cottus confusus (shorthead sculpin), Cottus cognatus (slimy sculpin), i Cottus aleuticus (coastrange sculpin) su svi peševi (Cottidae) koji žive u ograničenom ili nepoznatom rasponu u Britanskoj Kolumbiji

- b) Uvezene vrste
  - Porodica Clupeidae:
    - Alosa sapidissima, izvorni domaći naziv: American shad

  - Porodica Salmonidae
    - Coregonus clupeaformis, izvorni domaći naziv: Lake whitefish
    - Salmo trutta, izvorni domaći naziv:   Brown trout
    - Salvelinus fontinalis, izvorni domaći naziv:   Brook trout
    - Salvelinus namaycush, izvorni domaći naziv:   Lake trout

  - Porodica Esocidae
    - Esox lucius, izvorni domaći naziv: Northern pike
    - Esox americanus, izvorni domaći naziv:     Grass pickerel

  - Porodica Cyprinidae
    - Cyprinus carpio, izvorni domaći naziv: Carp
    - Carassius auratus, izvorni domaći naziv:     Goldfish
    - Tinca tinca, izvorni domaći naziv:    Tench
    - Pimephales promelas (Fathead minnow); i Ctenopharyngodon idella (grass carp; amur) žive u ograničenom ili nepoznatom rasponu u bazenu Columbije.

  - Porodica Ictaluridae
    - Ictalurus punctatus, izvorni domaći naziv: Channel catfish
    - Ameiurus nebulosus, izvorni domaći naziv:     Brown bullhead
    - Ameiurus natalis, izvorni domaći naziv:     Yellow bullhead
    - Ameiurus melas, izvorni domaći naziv:     Black bullhead
    - Noturus gyrinus, izvorni domaći naziv:     Tadpole madtom

  - Porodica Cyprinodontidae:
    - Fundulus diaphanous, izvorni domaći naziv: Banded killifish

  - Porodica Poeciliidae:
    - Gambusia affinis, izvorni domaći naziv: Western mosquitofish

  - Porodica Centrarchidae:
    - Micropterus dolomieu, izvorni domaći naziv: Smallmouth bass
    - Micropterus salmoides, izvorni domaći naziv:   Largemouth bass
    - Lepomis macrochirus, izvorni domaći naziv:    Bluegill
    - Lepomis gibbosus, izvorni domaći naziv:    Pumpkinseed
    - Pomoxis nigromaculatus, izvorni domaći naziv:    Black crappie
    - Pomoxis annularis, izvorni domaći naziv:    White crappie

  - Porodica Percidae:
    - Perca flavescens, izvorni domaći naziv: Yellow perch
    - Sander vitreus, izvorni domaći naziv:  Walleye[1]